# تعادل رنگ سفید

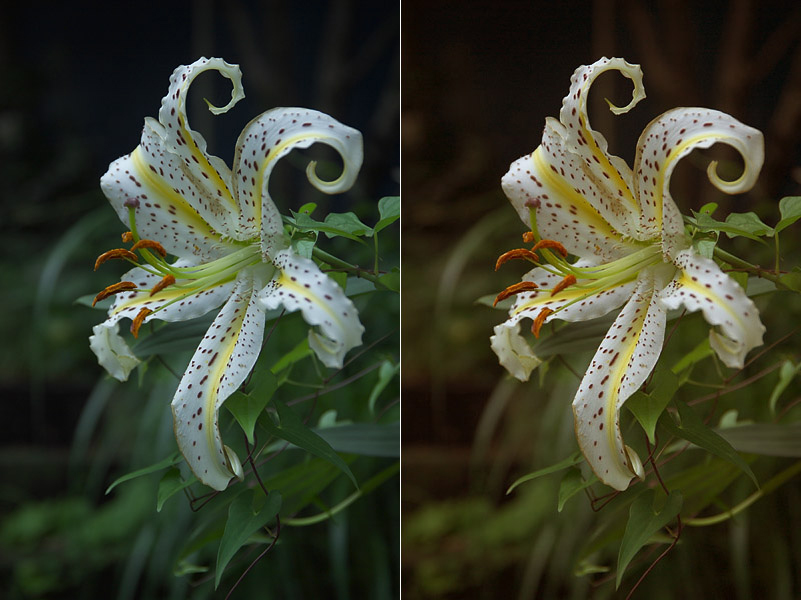
تصویر سمت چپ عکس اولیه خروجی از دوربین دیجیتال را نشان می‌دهد. تصویر سمت راست عکس را در حالت ویرایش شده نشان میدهد، سطوح خاکستری در تصویر به نور خنثی تبدیل شده اند.

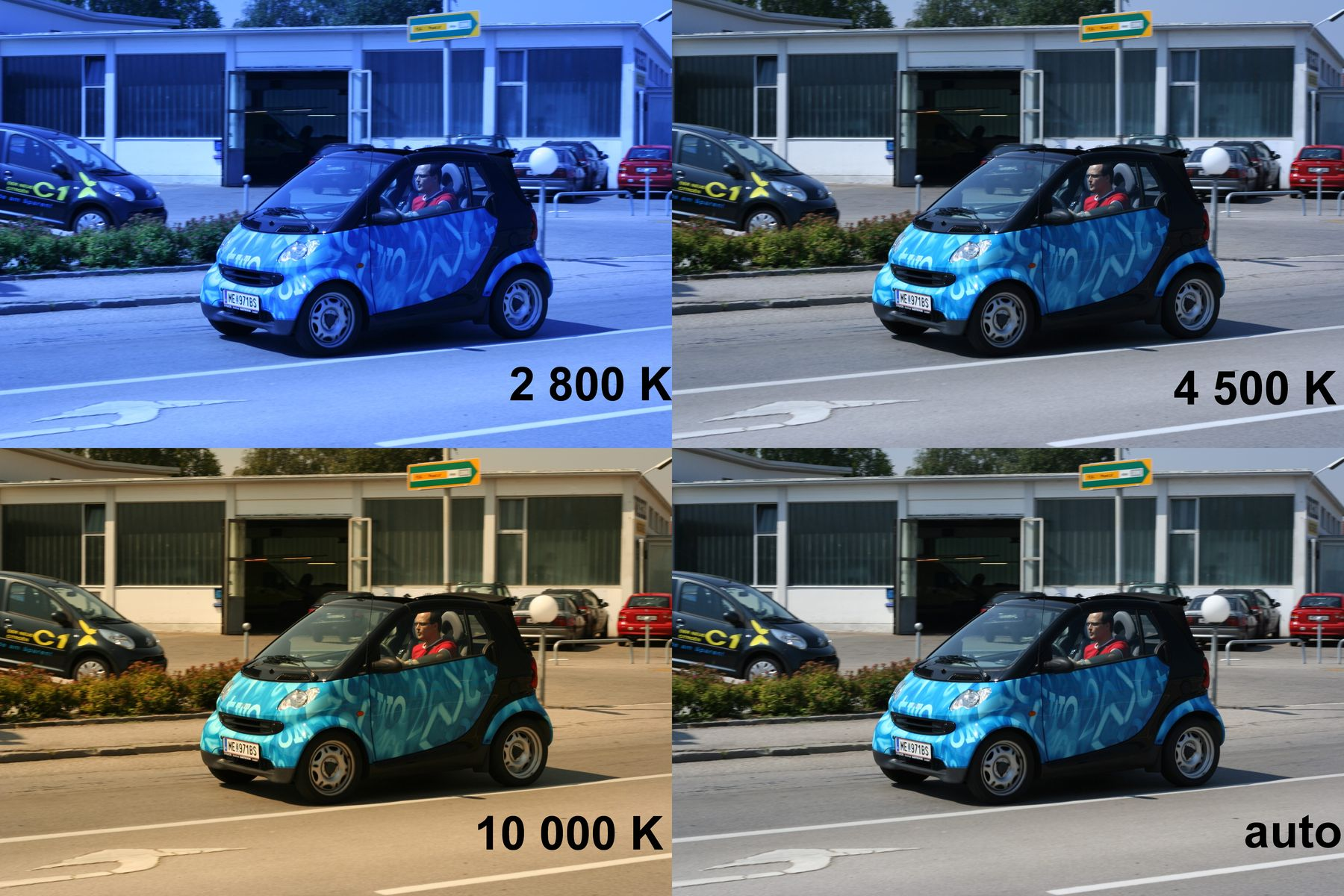
موضوعی که با تنظیمات مختلف تعادل رنگ سفید ارائه شده است.

تعادل رنگ سفید (به انگلیسی: White Balance) یا تعادل رنگ (به انگلیسی: Color Balance) اصطلاحی است که در عکاسی، تصاویر دیجیتالی و چاپ به کار می‌رود و عبارت است از روند اصلاح رنگ‌ها، که در این روند تن رنگ سفید که ممکن است تمایل به برخی رنگ‌های دیگر داشته‌ باشد تبدیل به سفیدِ کامل می‌شود و سایر رنگ‌ها نیز به تناظر آن، اصلاح می‌شوند.
در ایجاد تعادل رنگ سفید، رنگ‌های یک تصویر به گونه‌ای تغییر داده می‌شوند که رنگ‌های خنثی (سفید، خاکستری و سیاه) به صورت خنثی و بدون ناخالصی رنگی (به انگلیسی: color cast) رویت شوند. این کار به منظور ایجاد تصاویر طبیعی‌تر و همگام کردن آن‌ها با ادراک انسانی از رنگ‌ها انجام می‌شود. شایان ذکر است که برای به‌دست آوردن نتایج درست در هر گونه تنظیم رنگ، باید محیط کار و وسایل مورد استفاده خود بر اساس یک استاندارد تنظیم (کالیبره) شده باشند، که خود این تجهیزات موجب ادراک نادرست رنگ‌ها یا تنظیمات نادرست نشوند.

## سیستم دیجیتال
در اغلب دوربین‌های دیجیتال امکانی برای انتخاب کردن تنظیمات تعادل رنگ سفید وجود دارد. این تنظیمات می‌توانند به صورت خودکار (AWB-Auto White Balance) یا دستی توسط کاربران روی دوربین یا کامپیوتر انجام شوند. با توجه به اینکه اطلاعات از پیش تعیین شده برای محاسبهٔ خودکار تراز سفیدی، از شرایط معمول و نورهای متداول تهیه شده‌است، در برخی موارد، این سیستم نتایج غیرقابل قبولی را محاسبه می‌کند و به‌اصطلاح، گول می‌خورد. برای تنظیم تراز سفیدی در این شرایط، استفاده از کارت خاکستری توصیه می‌شود.

## سیستم آنالوگ
در عکاسی با فیلم بسته به نوع فیلم مورد استفاده (نور روز یا نور شب) که برای دماهای رنگی مختص به خود دارای رنگدانه‌های متفاوت در بیس خود هستند می‌توان با استفاده از صافی‌های رنگی مناسب برای شرایط نوری محیط، مانند نور خورشید یا لامپ‌های سیمابی یا فلورسنت، تعادل رنگی عکس‌ها را حفظ کرد.

### محاسبات ریاضی
تنظیم رنگ براساس سه رنگ اصلی توسط یک انتقال سه در سه انجام می‌شود.

## نگارخانه

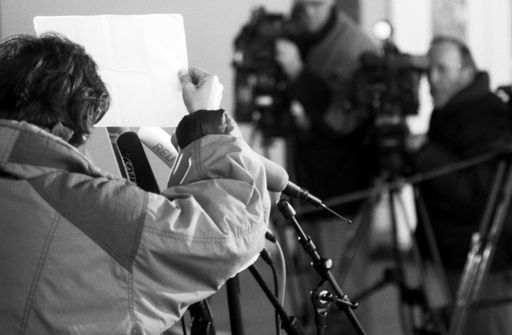
دستیار دوربین یک کارت خاکستری را در ناحیه سوژه (میکروفون) نگه می‌دارد. فیلمبرداران تعادل رنگ سفید را تنظیم می‌کنند
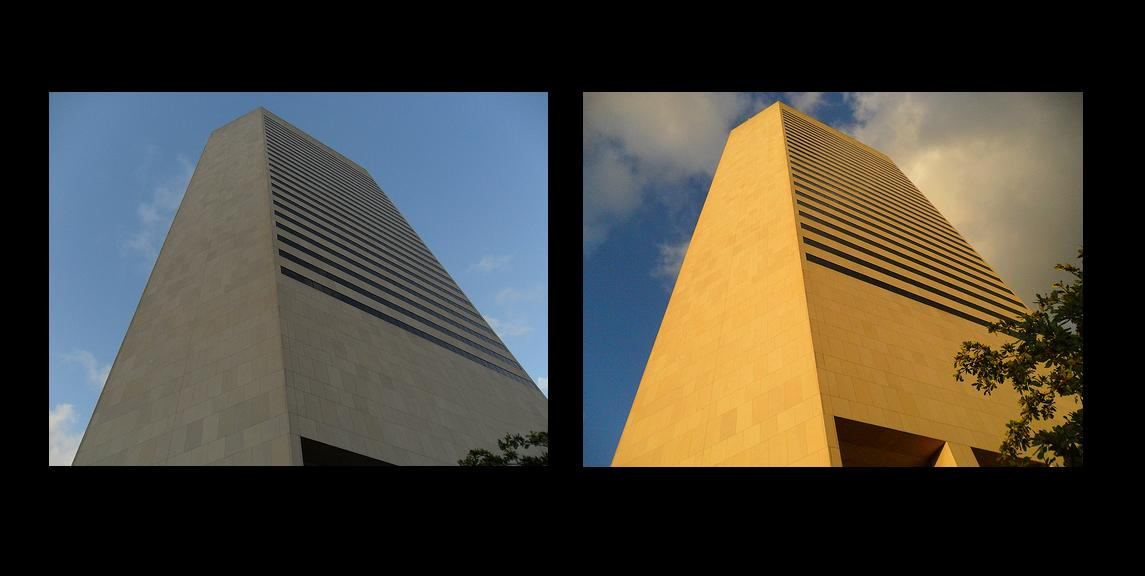
دو عکس از یک ساختمان مرتفع که در فاصله یک دقیقه از یکدیگر با یک دوربین نقطه‌ای در سطح ورودی گرفته شده‌اند. عکس سمت چپ تعادل رنگی «معمولی» و دقیق‌تر را نشان می‌دهد، در حالی که سمت راست تعادل رنگی «روشن»، جلوه‌های داخل دوربین را نشان می‌دهد و علاوه بر پس زمینه سیاه، هیچ پست تولیدی وجود ندارد.
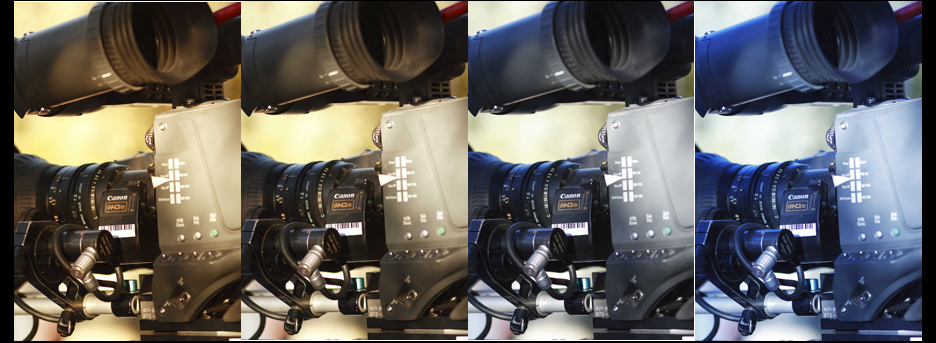
مثالی از اینکه چگونه تغییر تراز سفیدی روی یک تصویر تأثیر می‌گذارد. از گرمترین تا سردترین دما
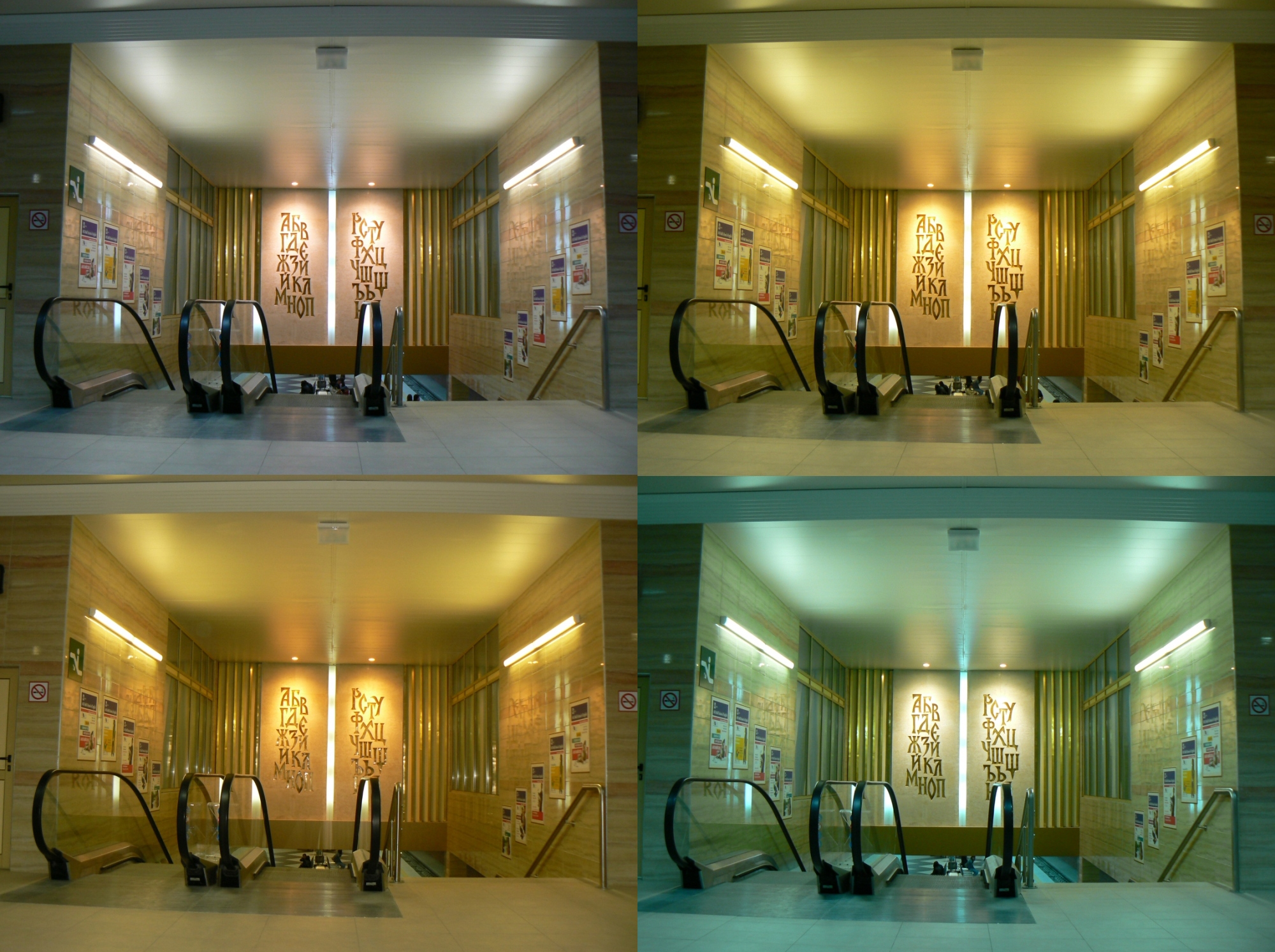
این چهار تصویر از ایستگاه متروی دانشگاه صوفیه تنظیمات مختلف تعادل رنگ سفید را نشان می‌دهد. از چپ به راست و از بالا به پایین، این تنظیمات عبارتند از: خودکار، نور روز، فلاش و نور تنگستن.
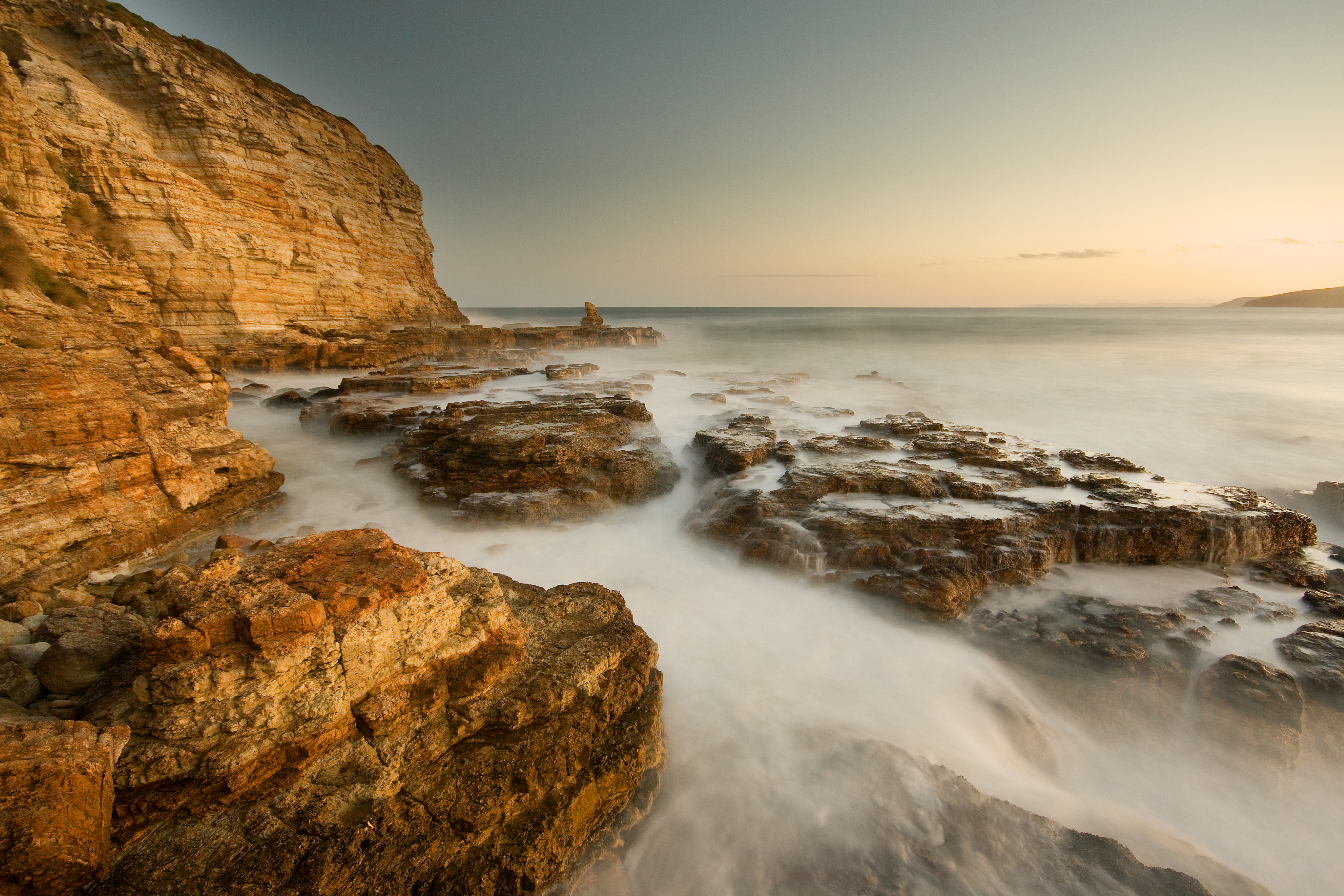
تصویری با تراز سفیدی که برای دستیابی به جلوه خلاقانه رنگ‌های گرم تنظیم شده است. در عین حال، از آنجایی که عکس یک دوره زمانی 1/15 ثانیه‌ای را پوشش می‌دهد، امواج یک اثر مه آلود در ساحل کلیفتون، تاسمانیا، استرالیا ایجاد می‌کنند.